# Kangdong-ŭp
Kangdong-ŭp är en ort i Nordkorea.   Den ligger i provinsen Pyongyang, i den sydvästra delen av landet, 30 km öster om huvudstaden Pyongyang. Kangdong-ŭp ligger 43 meter över havet och antalet invånare är 28 922.
Terrängen runt Kangdong-ŭp är kuperad åt nordost, men åt sydväst är den platt. Kangdong-ŭp ligger nere i en dal. Runt Kangdong-ŭp är det tätbefolkat, med 397 invånare per kvadratkilometer. Närmaste större samhälle är Sŭngho 1-tong, 19,6 km sydväst om Kangdong-ŭp. Trakten runt Kangdong-ŭp består till största delen av jordbruksmark.